# James V. Schall
James V. Schall (Pocahontas, Iowa, 20 de enero de 1928-Los Gatos, California, 17 de abril de 2019) fue un escritor y profesor estadounidense. Impartía clases de filosofía política en la Universidad de Georgetown.

## Biografía
Se graduó en Knoxville y acudió a la Universidad de Santa Clara. Después de servir un tiempo en el ejército de los Estados Unidos, se unió a la Compañía de Jesús. Escribió cientos de artículos en periódicos sobre filosofía, literatura, política y teología, así como varios libros.

## Obras
- Another Sort of Learning
- Idylls and Rambles
- The Order of Things
- Christianity and Life, Distinctiveness of Christianity
- Liberation Theology
- A Student's Guide to Liberal Learning
- The Life of the Mind
- The Sum Total of Human Happiness
- The Regensburg Lecture